# Kościół Trójcy Przenajświętszej w Dąbrowie Górniczej
Kościół Trójcy Przenajświętszej – rzymskokatolicki kościół parafialny należący do dekanatu łazowskiego w diecezji sosnowieckiej. Znajduje się w Błędowie – dzielnicy Dąbrowy Górniczej.
Obecna murowana świątynia została wzniesiona dzięki staraniom wiernych i księdza Jana Pietrzyka, w latach 1952–1960. Uroczyście została poświęcona (konsekrowana) w dniu 30 maja 1960 roku przez biskupa pomocniczego diecezji częstochowskiej Stanisława Czajkę.
We wnętrzu znajduje się m.in. zbudowany dzięki staraniom wiernych i księdza Bronisława Waksmundskiego, nowy ołtarz główny w stylu neogotyckim z obrazem Świętej Trójcy, zaprojektowany przez Stefana Andrzeja Deję.